# Laymen Twaist
Laymen Twaist est un groupe canadien de pop et funk, originaire du Québec.

## Biographie
Formé au milieu des années 1980, le groupe est d'abord un trio de jeunes qui se rencontrent au Cégep[Lequel ?]. En 1988, ils remportent le concours de l'Empire des futures stars. La même année, ils enregistrent leur premier 45 tours à succès : Je n'aurais jamais dû t'aimer qui figure sur une compilation de rock québécois de la décennie 1980 en 2000.
En 1990, le trio enregistre un mini-album bilingue comprenant quatre titres. L'album est un succès à travers le Canada grâce à la reprise originale de la chanson Walk on the Wild Side de Lou Reed, atteint de Top 30 du palmarès canadien. L'année suivante, ils enregistrent leur premier album À l'ombre du Lis qui est un succès avec trois chansons qui atteignent le palmarès québécois. À la fin de l'année le trio devient un duo, Paul Dubé quitte le groupe.
En 2001, Jean-François Aubé le chanteur et bassiste du groupe quitte la formation pour s'adonner à l'improvisation théâtrale. Il fait sa marque l'année précédente dans la ligue nationale d'improvisation québécoise en remportant le trophée Pierre-Curzi attribué aux recrues. Il participe à la deuxième et troisième édition du National d'impro Juste pour rire, membre de l'équipe de Hull. Il fait également du doublage et des voix publicitaires.

## Membres

### Membres
- Jean-François Aubé - chant, basse
- Stanley Hilaire - rap, claviers

- Paul Dubé - claviers

## Discographie
- 1991 : À L'ombre du lis
- 1994 : Funkadélique
- 1996 : Technicolore
- 2000 : Laymen Twaist